# Saralegui
Els Saralegui són un llinatge noble basc originari del solar de Zirartegui, a Amezketa (Guipúscoa).

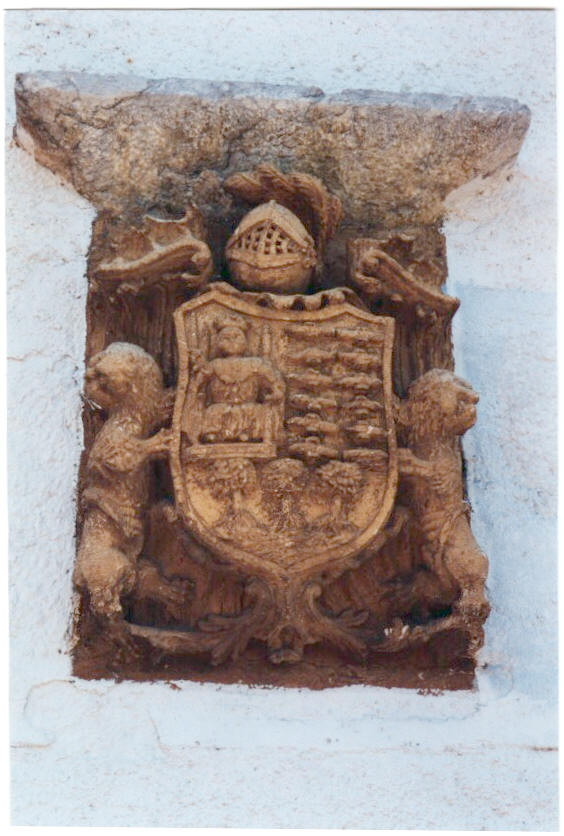
Escut d'armes de la família Saralegui.

## Membres
Entre els seus membres es destacà Antonio de Saralegui y Zarandona (Muskiz, Biscaia, 1847 – Buenos Aires, 1907), terratinent, empresari i financer basc establert a l'Argentina. El seu nebot Martín de Saralegui y de la Colina (Bilbao, Biscaia, 12 de novembre de 1901 – 12 de febrer de 1990), advocat, escriptor i pintor basc, fill del comerciant Miguel de Saralegui y Zarandona (Muskiz, Biscaia, 1842 – Neguri, Getxo, Biscaia, 1913). Un altre fill, Miguel de Saralegui y de la Colina (Bilbao, 1891-1974), empresari, fou director del Depósito Franco de Bilbao. El seu nebot Pedro María de Saralegui y Vázquez (Melilla, 1927-Barcelona, 2018) fou cavaller, entre altres corporacions nobiliàries, de l'Orde de Malta, del Reial Estament Militar del Principat de Girona i de l'Orde del Sant Sepulcre. També van distingir-se Francisco de Saralegui y Lezama (Sant Sebastià, 1868), advocat i polític, regidor i tinent d'alcalde de l'Ajuntament de Bilbao (1924-1930), i el seu nebot Agustín de Saralegui e Ibarra (Bilbao, 1909 – Oviedo, 1997), financer, director general de la Caja de Ahorros de Asturias. Sobresurten també el religiós claretià i jurista Arcadio María Larraona y Saralegui (Oteitza, Navarra, 1877 – Roma, 1973), Leandro de Saralegui y Fernández-Núñez (Ferrol, la Corunya, 1814 – 1893), militar i publicista, i el seu fill Leandro de Saralegui y Medina (Tui, Pontevedra, 1839 – Ferrol, la Corunya, 1910), intendent general de marina. Un altre fill, Manuel de Saralegui y Medina (Ferrol, la Corunya, 1851 – Madrid, 1926), fou capità de corbeta de l'armada espanyola i acadèmic de número de la Real Academia Española. Germà dels dos anteriors, Carlos de Saralegui y Medina (Ferrol, Galícia, 1843 – Madrid, 1912), fou intendent general de marina. El seu fill, Alfredo de Saralegui y Casellas (Ferrol, la Corunya, 1883 – Madrid, 1961) fou militar, sociòleg i cooperativista. Un net de Leandro de Saralegui y Medina, Leandro de Saralegui y López-Castro (Ferrol, la Corunya, 1892 – València, 1967), fou un destacat historiador de l'art i erudit. Finalment, destaca l'empresari Francisco Saralegui y Arrizubieta (Tolosa, Guipúscoa, 1 d'agost de 1898 – Getxo, Biscaia, 28 de juny de 1973).

### Antonio de Saralegui y Zarandona
Antonio de Saralegui y Zarandona (Muskiz, 17 de gener de 1847 - Buenos Aires, 19 de juliol de 1907), empresari basc dels sectors ramader, agrícola, bancari i siderúrgic, germà del comerciant basc Miguel de Saralegui y Zarandona i oncle de l'escriptor i pintor basc Martín de Saralegui y de la Colina.
Propietari rural a la província de Santa Fe (Argentina), on va posseir diverses estancias (Rincón de San Antonio a San Cristóbal, La Vasconia a San Jerónimo i San Bernardo a Garay). Abastaven una superfície de 155.000 
ha i comprenien onze establiments: La Petronila, La Vizcaína, María Eugenia, San Antonio, San Miguel, La Vicenta, La Sara i Tres Marías a la Estancia Rincón de San Antonio, La Lucila i San Miguel a la Estancia La Vasconia i San Bernardo a la Estancia San Bernardo. Va arribar a aclimatar 100.000 caps de bestiar boví i uns 8.000 de cavallí i de mular. Soci d'Herráiz y Saralegui (1881-1888) i de Saralegui, Mascías y Cía. (1888-1893), va ser cofundador del Banco Español del Río de la Plata (1887), de la Cambra Espanyola de Comerç de la República de l'Argentina (1887-1888), del Banco Constructor de La Plata (1888), de la indústria siderúrgica La Cantábrica (1902) i de la companyia d'assegurances La Hispano-Argentina (1907). Fou president de la Societat Espanyola de Beneficència-Hospital Espanyol de Buenos Aires (1888). Va manar construir el palauet Saralegui, donat per la seva família a l'Ajuntament de Muskiz com a casa consistorial. Fou fundador de la comuna Villa Saralegui (San Cristóbal). És enterrat al panteó familiar del cementiri de La Recoleta.

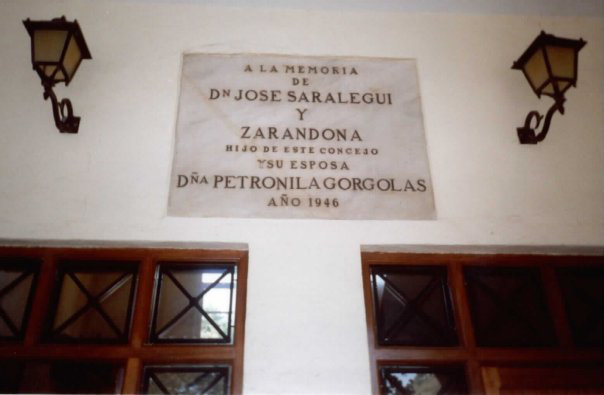
Placa commemorativa a l'entrada de l'Ajuntament de Muskiz.

### Martín de Saralegui y de la Colina
Martín de Saralegui y de la Colina (Bilbao, Biscaia, 12 de novembre de 1901 – Bilbao, Biscaia, 12 de febrer de 1990), advocat, escriptor i pintor basc, fill del comerciant basc Miguel de Saralegui y Zarandona i nebot de l'empresari i terratinent basc Antonio de Saralegui y Zarandona.
Fill petit de l'adinerat comerciant amb Amèrica Miguel de Saralegui y Zarandona (Muskiz, Biscaia, 1842 – Neguri, Getxo, Biscaia, 1913), i germà de Miguel de Saralegui y de la Colina (Bilbao, 1891-1974), director del Depósito Franco de Bilbao. Fou membre de la Asociación de Artistas Vascos i de la seva junta directiva entre el 1919 i el 1937. El 1923 publica el llibre d'assaigs Impresiones de juventud (Madrid) i el 1924 la novel·la curta Un alma de nuestro tiempo (Madrid). El 1927 promou el manifest El interiorismo (Madrid) juntament amb els poetas José-María Hinojosa i Fernando de Milicua. El 1950 s'estableix a Buenos Aires (Argentina), on publica tot un seguit d'obres on recull i desenvolupa el nucli del seu pensament, entre les quals destaquen: La conciencia dramática. Introducción al invento del yo. El nacimiento de la óptica mental y la superación del arte abstracto (1968), El interiorismo. Primera formulación de la ley genética del sentimiento (1970), La conciencia musical. Mecanismo y ley de la personalidad (1971) i La divinidad y el hombre en el proceso del conocimiento. Grado y superación de la conciencia literaria (1976). Les seves despulles descansen en el panteó familiar del cementiri de Bilbao.

### Leandro de Saralegui y Fernández-Núñez
Leandro de Saralegui y Fernández-Núñez (Ferrol, Galícia, 13 de març de 1814 — Ferrol, Galícia, 14 de novembre de 1893), marí i publicista gallec, pare dels marins, historiadors, filòlegs i acadèmics Leandro i Manuel de Saralegui y Medina, avi del marí i sociòleg Alfredo de Saralegui y Casellas i besavi de l'historiador de l'art i erudit Leandro de Saralegui y López-Castro.
Estirp d'un llinatge d'intendents, fou fill de Manuel de Saralegui y Franco, oficial del Cos del Ministeri de Marina, en el qual, seguint la tradició familiar, va començar a servir l'any 1830. Intendent de Marina (1872), fou autor del Proyecto de reforma sobre los principios establecidos por el reglamento de contabilidad de la Armada (1860). Va ser director de El Águila, primer diari de Ferrol, fundat l'any 1845 per l'impressor Nicasio Taxonera, i col·laborador de la Monarquía i El Ferrolano.

## Armes
Mig partit i truncat: 1r, d'atzur, un rei d'or segut en un tron i empunyant una espasa amb la mà dreta; 2n, de gules, dotze canons d'or en dos pals i 3r, d'or, tres arbres de sinople sobre una terrassa de sinople.

## Galeria

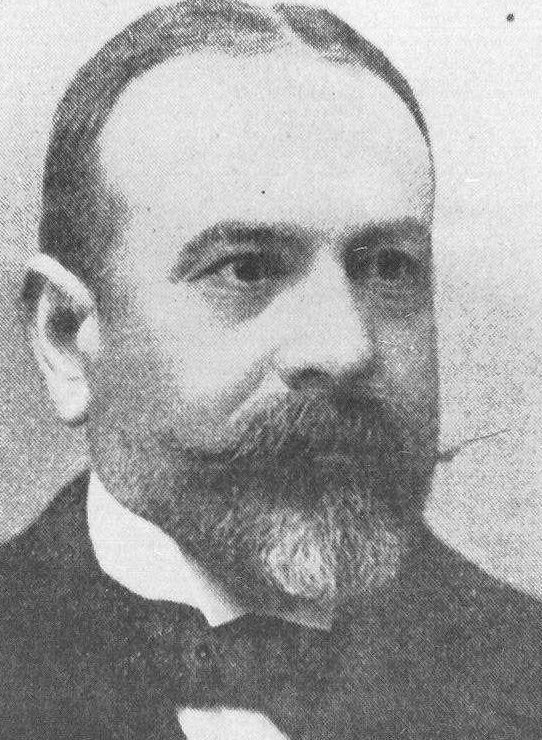
Antonio de Saralegui y Zarandona
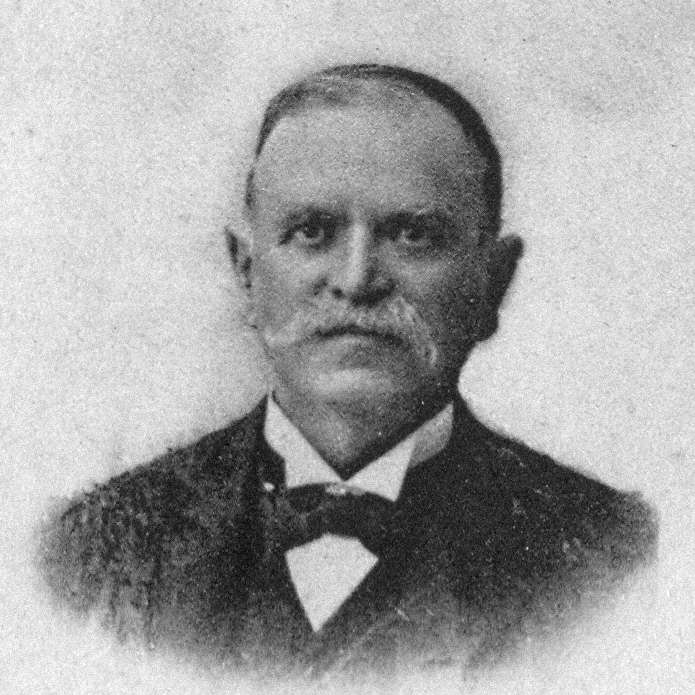
Miguel de Saralegui y Zarandona
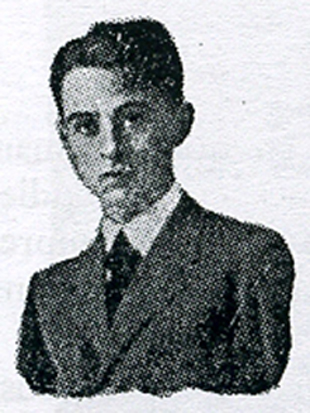
Martín de Saralegui y de la Colina
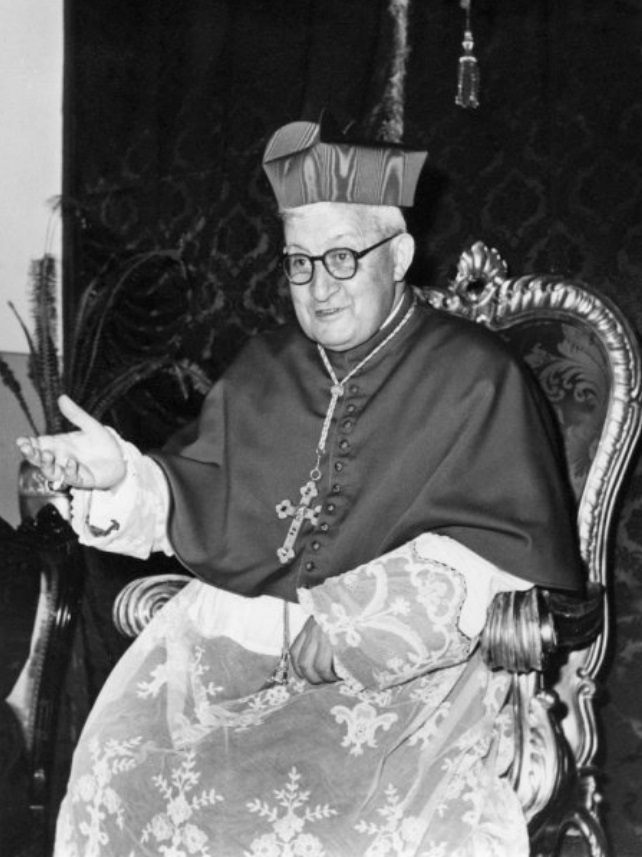
Arcadio María Larraona y Saralegui
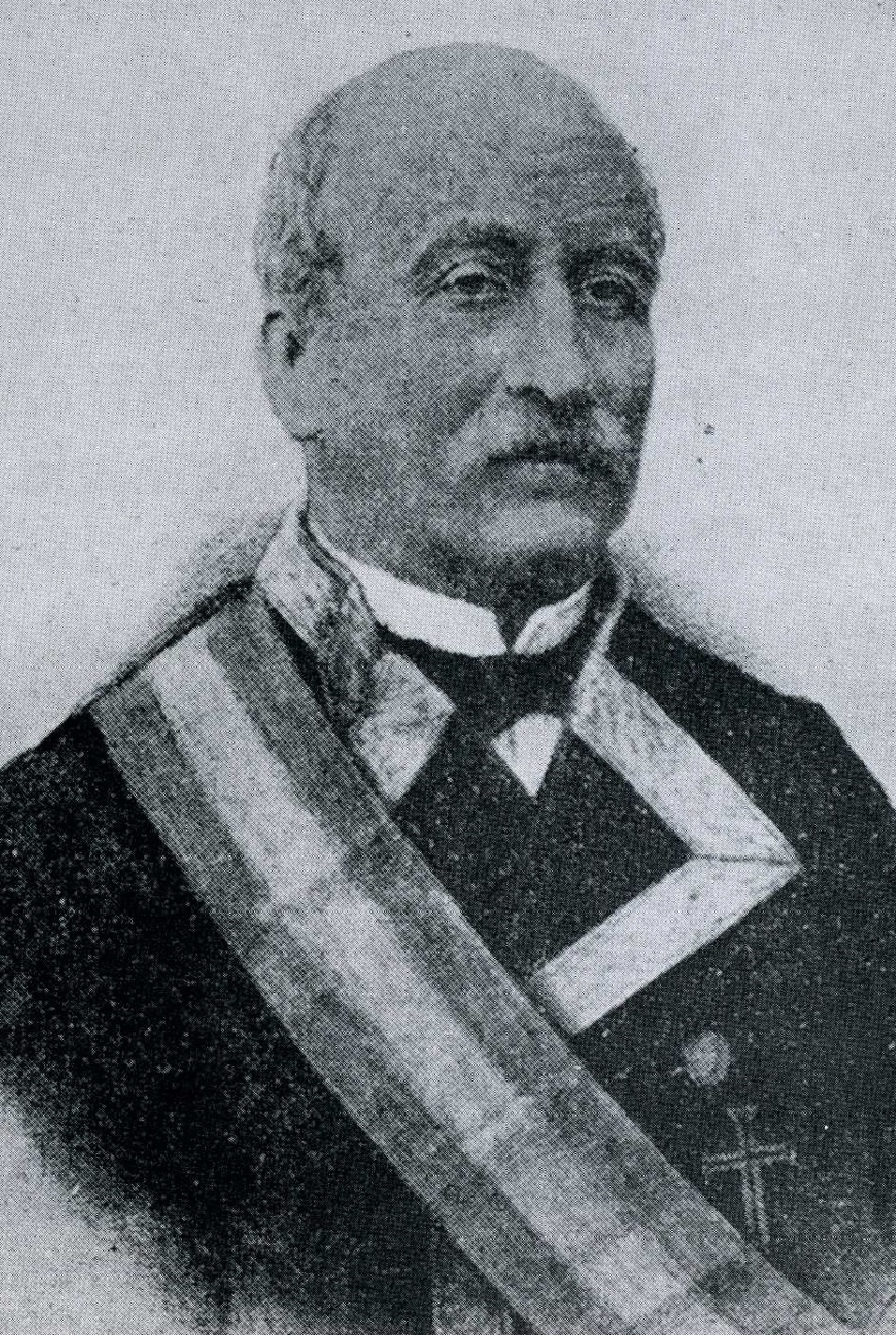
Leandro de Saralegui y Fernández-Núñez
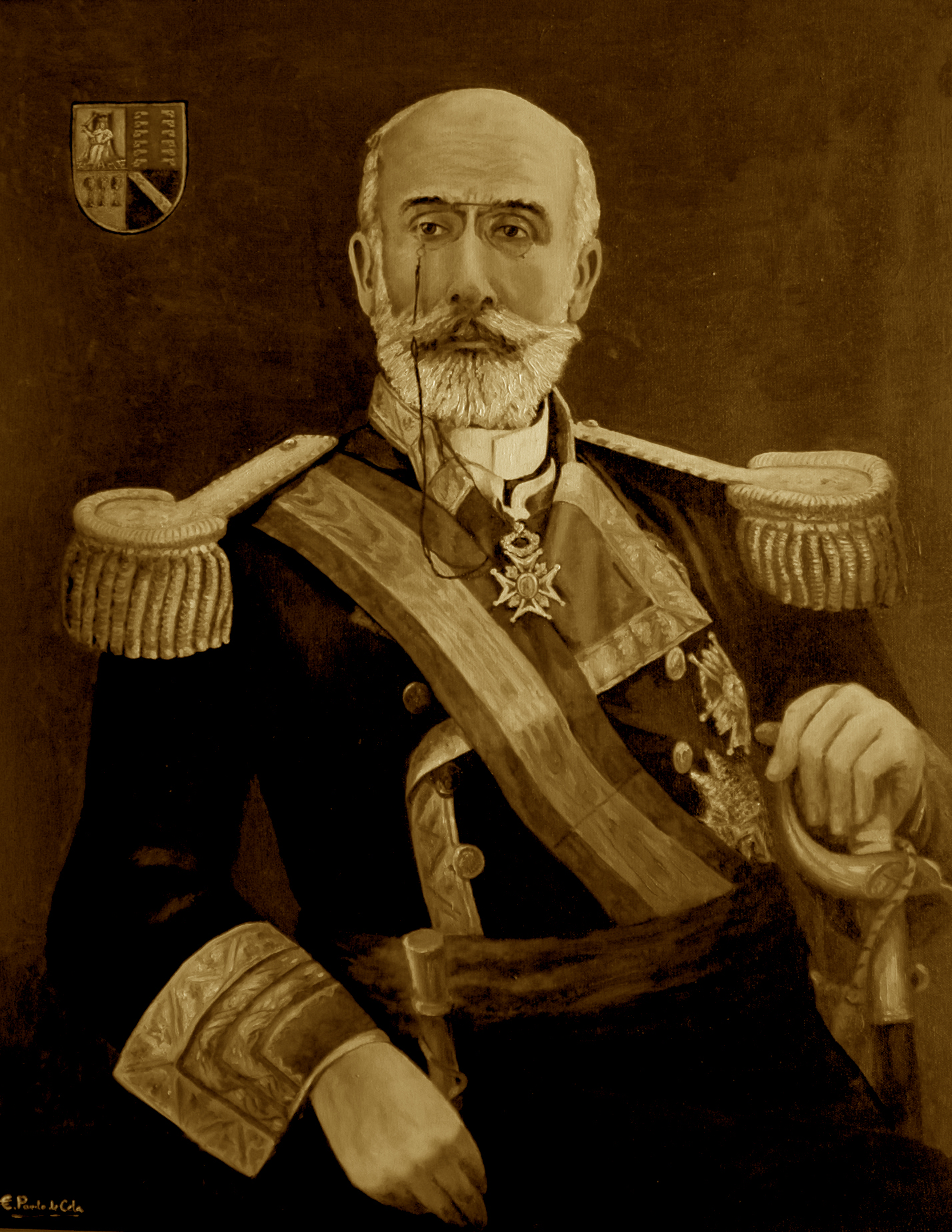
Leandro de Saralegui y Medina
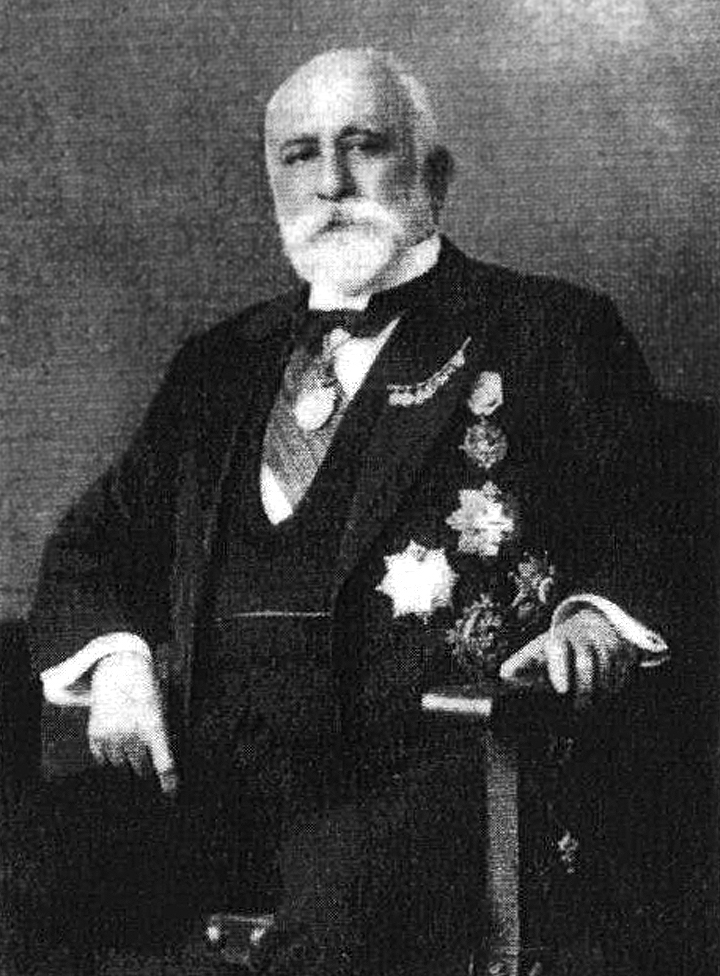
Manuel de Saralegui y Medina
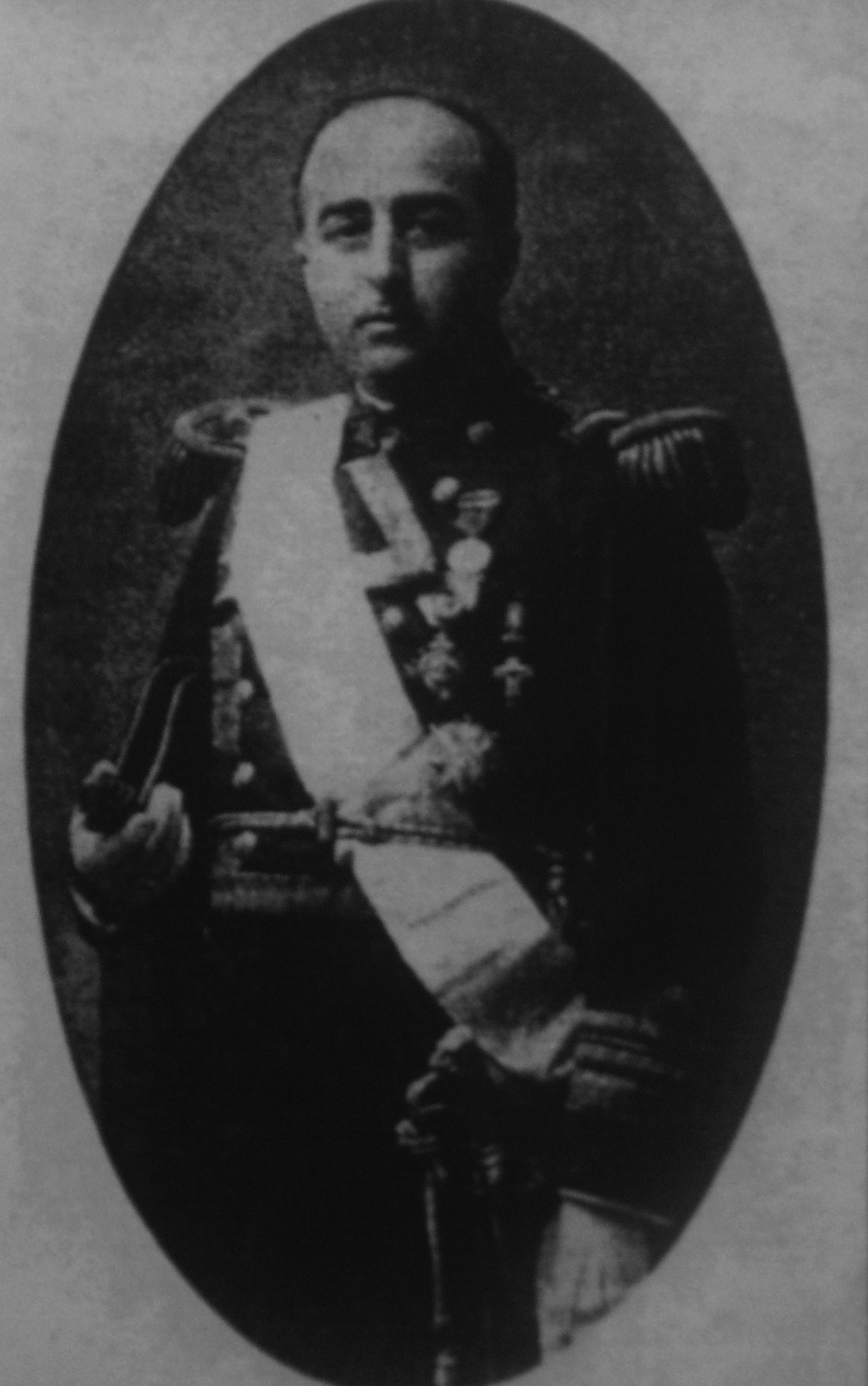
Alfredo de Saralegui y Casellas
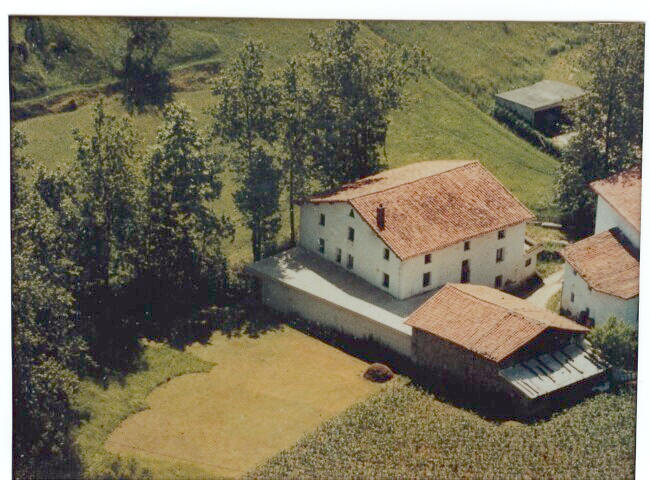
Solar de Zirartegui (Amezketa, Guipúscoa)
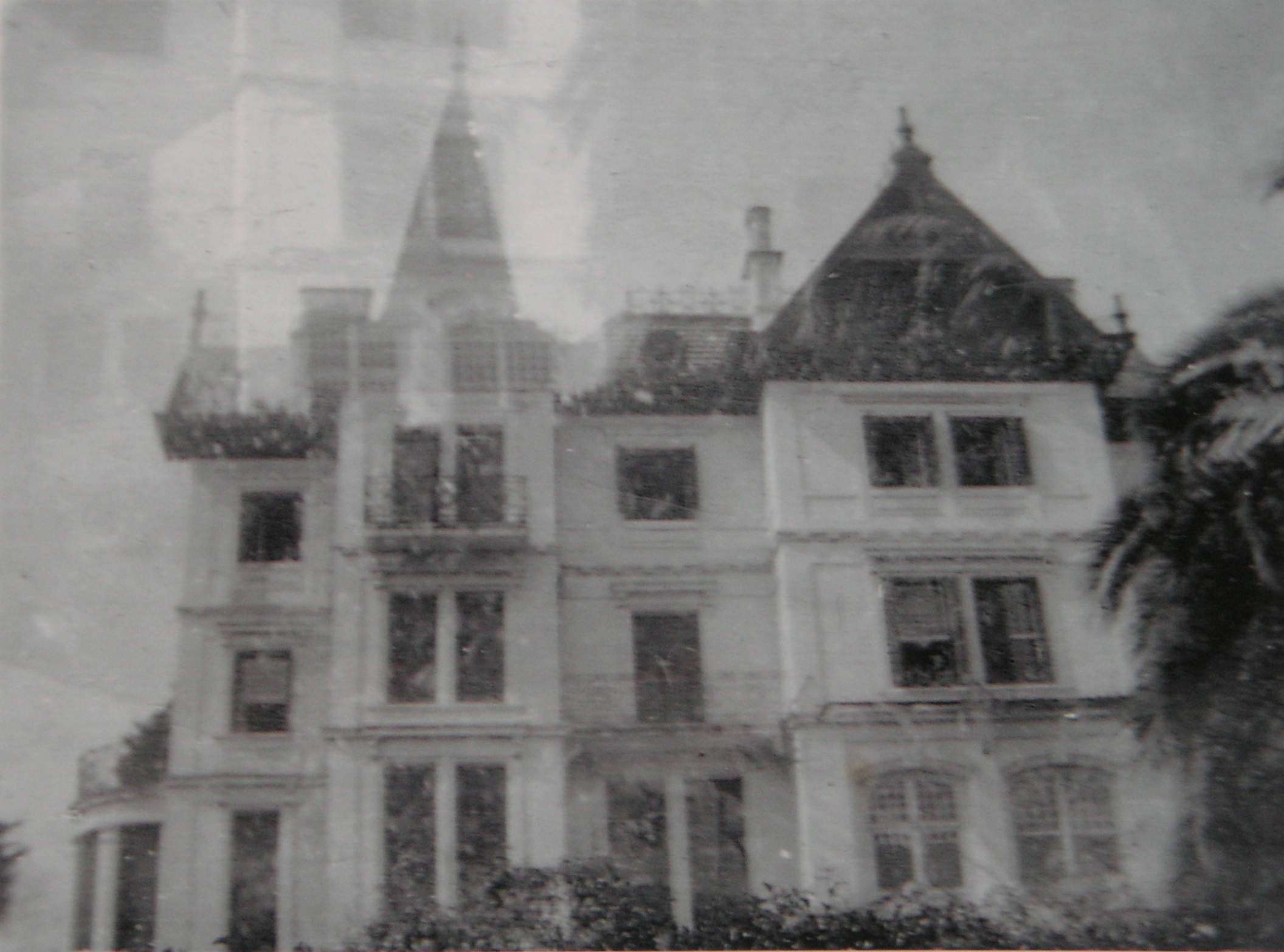
Palauet Saralegui (Muskiz), avui Ajuntament de Muskiz
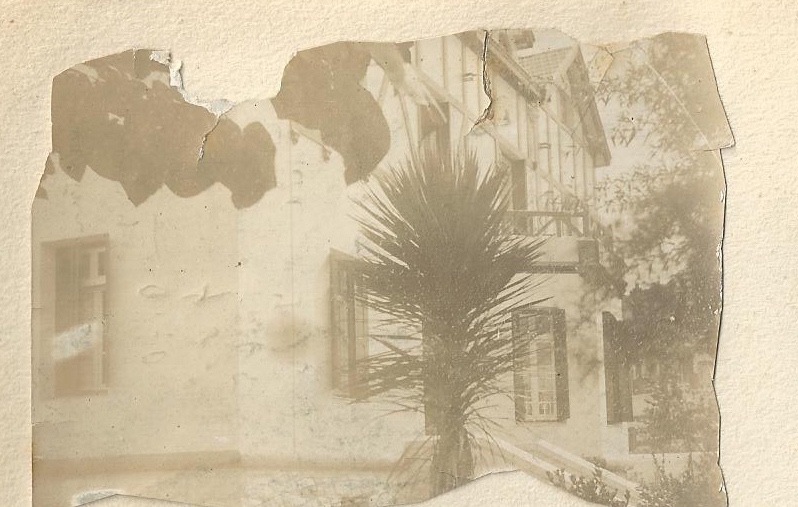
Casa Miguel de Saralegui (Neguri, Getxo, Biscaia, 1913), altrament anomenada «Villa Luisa», avui desapareguda
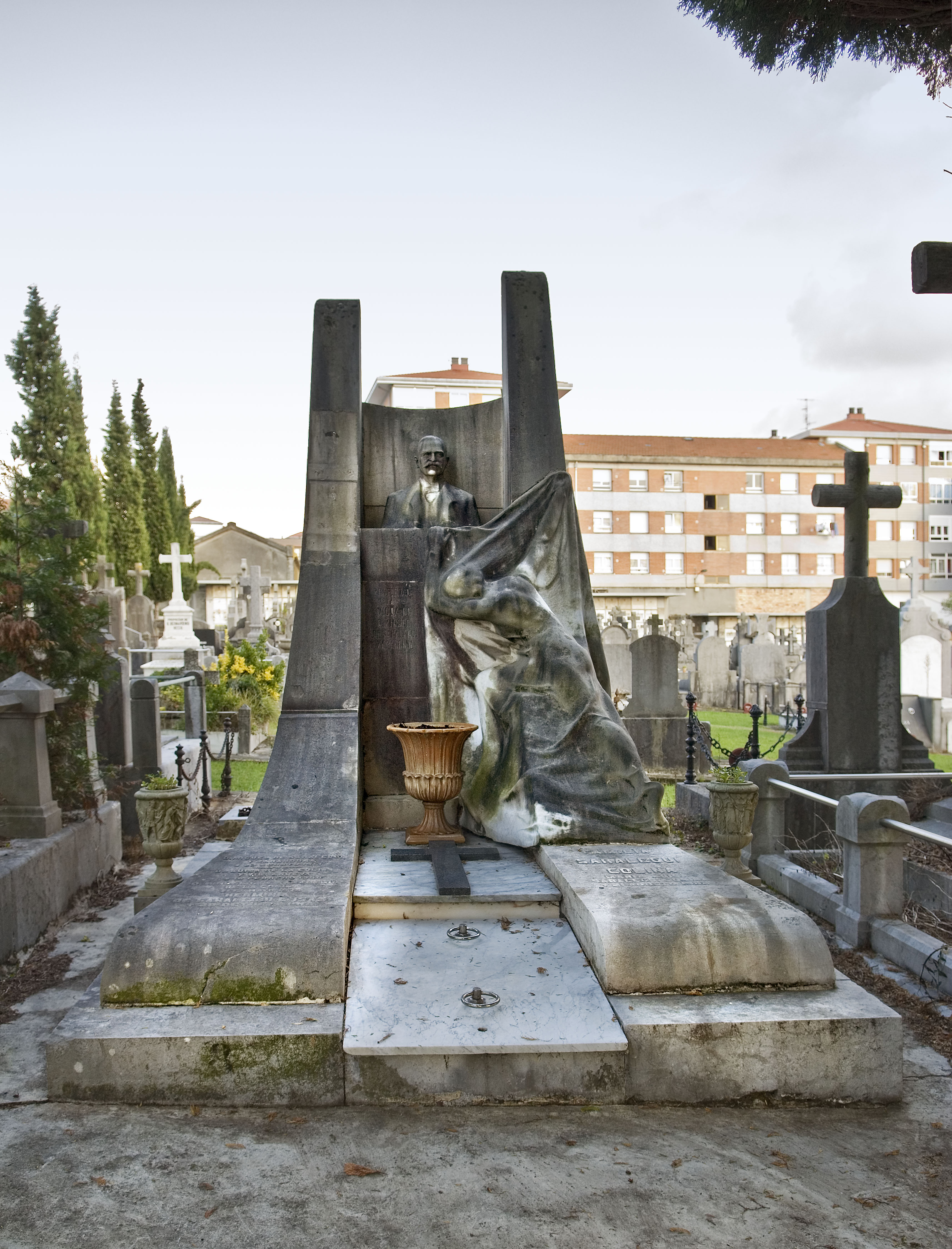
Panteó Saralegui-Colina (Bilbao)
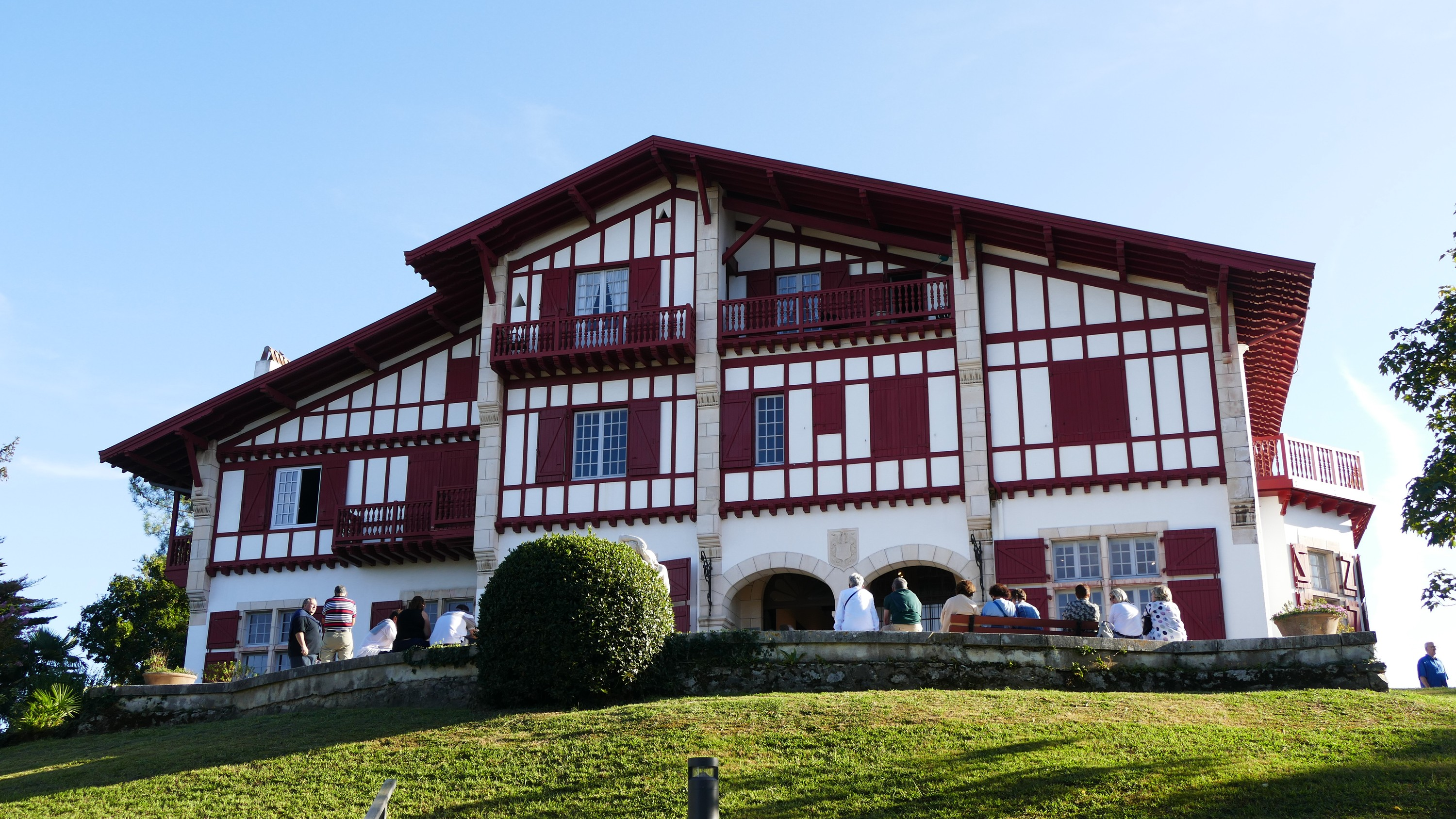
Villa Saraleguinea (Getaria), avui Museu de Belles Arts de Getaria